# Theresiahuis (Hillegom)
Het Theresiahuis is een voormalig Rooms-katholiek zusterklooster in Hillegom.
Het Theresiahuis werd in 1927 gebouwd naar een ontwerp van Jan Stuyt, die ook verantwoordelijk was voor de naastgelegen Sint-Jozefkerk en de Jozefschool. Het klooster was gewijd aan Theresia van Lisieux. Het deed tot in de jaren 1960 dienst als klooster, waarna de zusters zich elders vestigden. 
Het gebouw bleef eigendom van de parochie en deed vervolgens dienst als bibliotheek, kantoor van de woningbouwstichting en ontmoetingscentrum voor ouderen met geheugenproblemen. In 2018 werd het voormalige klooster samen met de kerk en de school verkocht aan een projectontwikkelaar, die de gebouwen zal verbouwen tot appartementencomplexen.
De gevel bevat een nis voor een beeld van de heilige Theresia, maar die werd nooit geplaatst. Wel werd een stalen plaat met een afbeelding van Theresia bevestigd. Die viel uiteindelijk van de muur en in 2005 werd een nieuwe afbeelding geschilderd door de Hillegomse kunstenaar Dick Beutick.

## Bron
- Reliwiki - Hillegom, Monseigneur van Leeuwenlaan 3 - Kapel Huize Theresia
- Witte Weekblad Hillegom - Ook het Theresiahuis blijft staan